# فرگوسن (نام)
فرگوسن یک نام خانوادگی و نیز نام کوچک اسکاتلندی است که می‌تواند به یکی از افراد زیر اشاره داشته باشد:
- الکس فرگوسن
- کالین فرگوسن (هنرپیشه)
- متیو فرگوسن
- مینارد فرگوسن
- ربکا فرگوسن
- ایان فرگوسن
- آدام فرگوسن
- نیل فرگوسن
- کریستوفر فرگوسن
- کریگ فرگوسن
- السی فرگوسن
- جس فرگوسن
- کیت فرگوسن
- فرگی (خواننده)